# Christmas Together
Christmas Together è un album in studio collaborativo dei cantanti di musica country statunitensi Garth Brooks e Trisha Yearwood, pubblicato nel 2016.

## Tracce
1. I'm Beginning to See the Light – 1:42
2. Ugly Christmas Sweater – 1:55
3. Santa Baby – 2:41
4. Feliz Navidad – 2:18
5. What Are You Doing New Year's Eve? – 3:29
6. Marshmallow World – 2:18
7. Merry Christmas Means I Love You – 3:26
8. Hard Candy Christmas – 2:59
9. Baby, It's Cold Outside – 2:19
10. The Man with the Bag – 1:54
11. What I'm Thankful for (The Thanksgiving Song) (with James Taylor) – 2:55